# Liste der Biografien/Lob
Liste der Biografien |
Portal Biografien |
Personensuche
# |
A |
B |
C |
D |
E |
F |
G |
H |
I |
J |
K |
L |
M |
N |
O |
P |
Q |
R |
S |
T |
U |
V |
W |
X |
Y |
Z |
?
 
La |
Lb |
Lc |
Le |
Lg |
Lh |
Li |
Lj |
Ll |
Lm |
Lo |
Lp |
Lt |
Lu |
Lv |
Lw |
Lx |
Ly |
Lz
 
Loa |
Lob |
Loc |
Lod |
Loe |
Lof |
Log |
Loh |
Loi |
Loj |
Lok |
Lol |
Lom |
Lon |
Loo |
Lop |
Loq |
Lor |
Los |
Lot |
Lou |
Lov |
Low |
Loy |
Loz
Die Liste der Biografien führt alle Personen auf, die in der deutschsprachigen Wikipedia einen Artikel haben. Dieses ist eine Teilliste mit 382 Einträgen von Personen, deren Namen mit den Buchstaben „Lob“ beginnt.

## Lob
- Lob, Alfons (1900–1977), deutscher Chirurg, Röntgenologe sowie Hochschullehrer
- Löb, Arno (* 1949), deutscher Musiker und Autor
- Lob, Bjoern Richie (* 1974), deutscher Filmregisseur, Kameramann und Filmproduzent
- Löb, Fritz (1895–1940), deutscher Generalmajor
- Löb, Horst (1932–2016), deutscher Physiker
- Löb, Ilse (* 1932), deutsche Politikerin (CSU)
- Lob, Jacques (1932–1990), französischer Comicautor
- Lob, Josef (1902–1992), österreichischer Beamter und Hilfsrichter am Volksgerichtshof
- Löb, Karl (1910–1983), deutscher Kameramann
- Löb, Kurt (1926–2015), niederländischer Grafikdesigner, Illustrator, Typograf und Buchgestalter
- Löb, Ladislaus (1933–2021), Schweizer Germanist, Überlebender des Holocaust
- Löb, Lazarus (1835–1892), orthodoxer Oberrabbiner von Altona
- Löb, Martin (1921–2006), deutscher Logiker
- Löb, Matthias (* 1964), deutscher Jurist
- Lob, Otto (1834–1908), deutscher Dirigent, Vokalkomponist und Lehrer
- Lob, Paul (1893–1965), Schweizer Eishockeyspieler
- Lob, Roman (* 1990), deutscher PopsängerRoman Lob (* 1990)

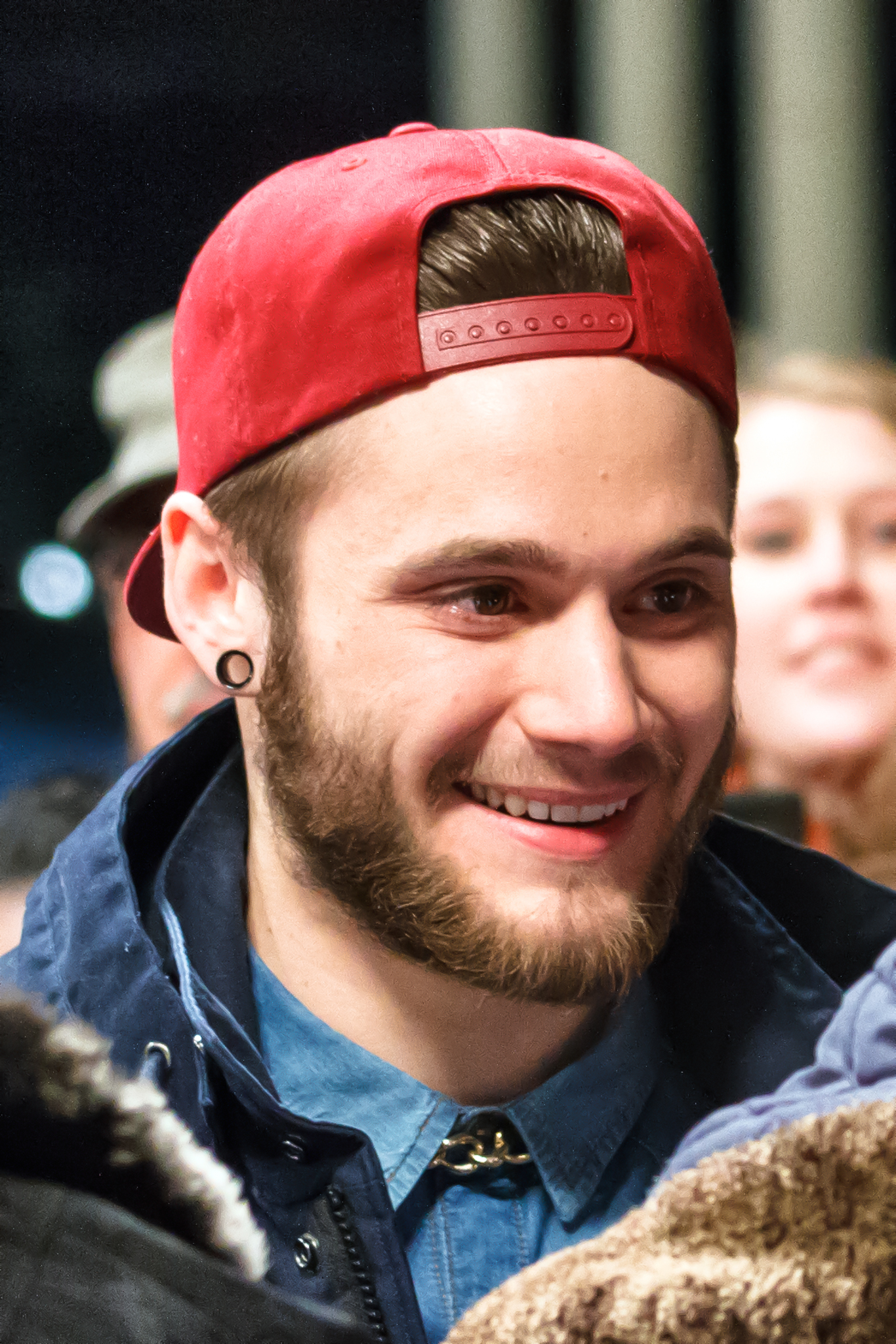
Roman Lob (* 1990)

- Löb, Rudolf (1877–1966), deutscher Bankier
- Löb, Walter (1872–1916), deutscher Chemiker
- Lob-Hüdepohl, Andreas (* 1961), deutscher Theologe und Hochschullehrer

### Loba
- Loba de Pennautier, halblegendäre Frauengestalt
- Loba, Aké (1927–2012), ivorischer Schriftsteller
- Loba, Aké (* 1998), ivorischer Fußballspieler
- Lobačevskė, Diana (* 1980), litauische Langstreckenläuferin
- Löbach, Bernd (* 1941), deutscher Künstler, Kunst- und Designkritiker, Buchautor, Hochschullehrer
- Lobach, Otto (1825–1881), deutscher Politiker (NLP) und Gutsbesitzer, MdR
- Løbak, Harald Johan (1904–1985), norwegischer Politiker (Arbeiterpartei), Storting-Abgeordneter und Landwirtschaftsminister
- Lobalu, Dominic (* 1998), südsudanesischer Leichtathlet
- Loban, Aleh (* 1985), belarussischer Gewichtheber
- Loban, Julija (* 2000), ukrainische Siebenkämpferin
- Loban, Noel (* 1957), englischer Ringer
- Lobanok, Wladimir Jelissejewitsch (1907–1984), sowjetischer Politiker und Oberst
- Lobanov, Vassily (* 1947), russischer Komponist und Pianist
- Lobanow, Alexander Pawlowitsch (1924–2003), russischer Maler der Outsider Art
- Lobanow, Jewgeni Wadimowitsch (* 1984), russischer Eishockeytorwart
- Lobanow, Juri Terentjewitsch (1952–2017), sowjetischer Kanute
- Lobanow, Michail Sergejewitsch (* 1984), russischer Mathematiker und linker Politiker
- Lobanow, Pawel Pawlowitsch (1902–1984), sowjetischer Politiker und Agrarwissenschaftler
- Lobanow, Wladimir Wladimirowitsch (1953–2007), sowjetischer Eisschnellläufer
- Lobanow-Rostowski, Alexei Borissowitsch (1824–1896), russischer Diplomat und Außenminister
- Lobanow-Rostowski, Dmitri Iwanowitsch (1758–1838), russischer Politiker, General der Infanterie und Militärkommandeur
- Lobanow-Rostowski, Iwan Iwanowitsch (1731–1791), russischer Adliger und Offizier
- Lobanow-Rostowski, Jakow Iwanowitsch (1760–1831), russischer Politiker, Geheimrat und Generalgouverneur
- Lobanowa, Lilija (* 1985), ukrainische Leichtathletin
- Lobanowa, Natalja Wladimirowna (1947–1998), sowjetische Wasserspringerin
- Lobanowskyj, Walerij (1939–2002), sowjetischer und ukrainischer Fußballspieler und -trainerWalerij Lobanowskyj (1939–2002)

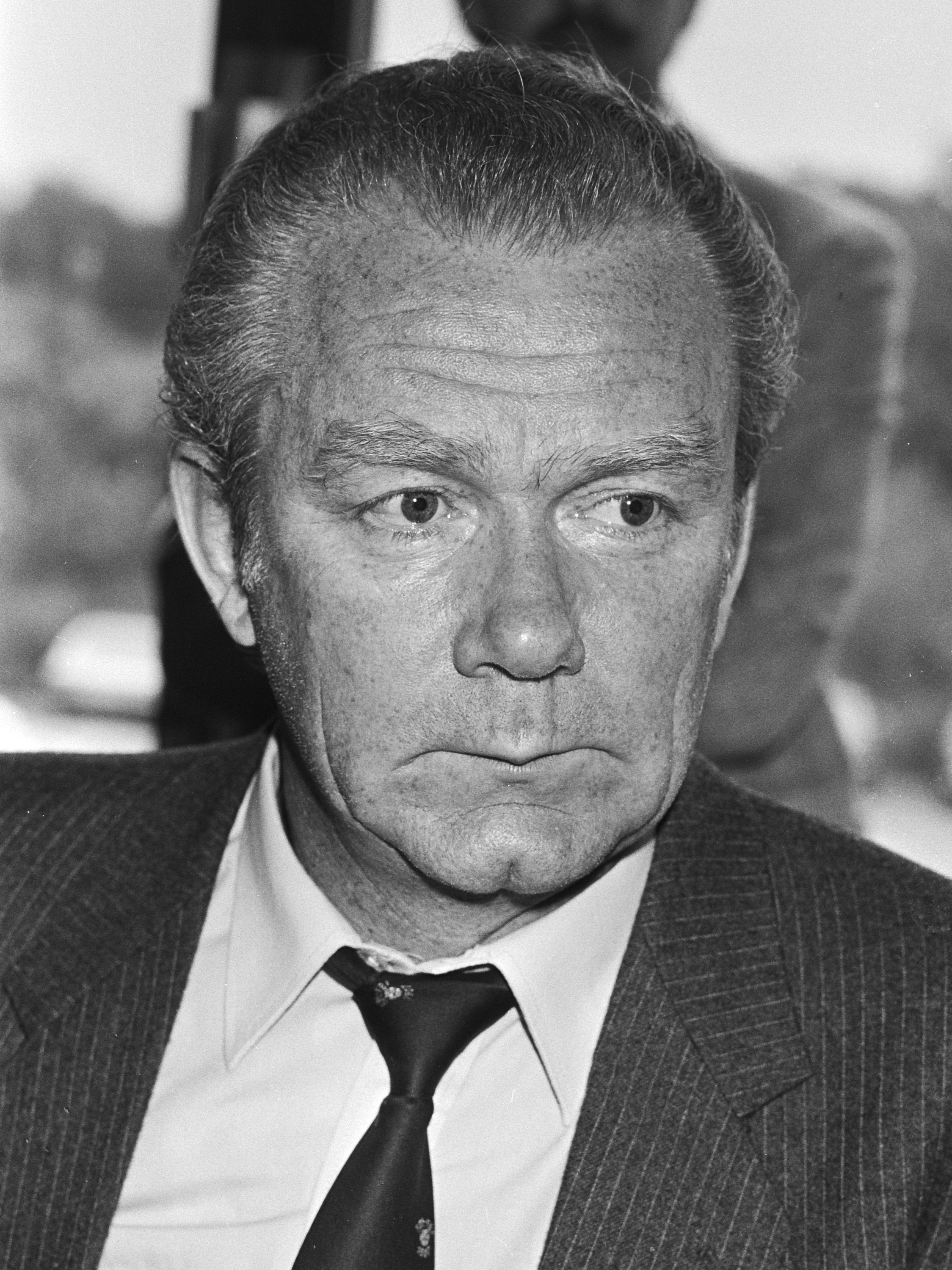
Walerij Lobanowskyj (1939–2002)

- Lobaschow, Michail Jefimowitsch (1907–1971), russischer Physiologe und Genetiker
- Lobaschow, Wladimir Michailowitsch (1934–2011), russischer Physiker
- Lobastow, Sergei Andrianowitsch (1926–1999), sowjetischer Geher
- Lobato Herrero, Ángela (* 1992), spanische Beachvolleyballspielerin
- Lobato, Antonio (* 1965), spanischer Sportjournalist, Sportkommentator und Fernsehmoderator
- Lobato, António Gonçalves (1909–1935), portugiesischer Luftfahrtpionier
- Lobato, Juan José (* 1988), spanischer Radrennfahrer
- Lobato, Leandro (* 1974), osttimoresischer Politiker
- Lobato, Lúcia (* 1965), osttimoresische Politikerin; Justizministerin
- Lobato, Luís Maria (1962–2023), osttimoresischer Politiker
- Lobato, Monteiro (1882–1948), brasilianischer Schriftsteller und Verleger
- Lobato, Nicolau dos Reis (1946–1978), osttimoresischer Politiker
- Lobato, Olivia (* 2004), schwedische Sängerin
- Lobato, Rogério (* 1949), osttimoresischer Politiker
- Lobato, Rubén (* 1978), spanischer Radrennfahrer
- Lobatón, Abel (* 1977), peruanischer Fußballspieler
- Lobatsch, Maryna (* 1970), sowjetisch-belarussische Turnerin
- Lobatsch, Tatjana Georgijewna (* 1974), russische Politikerin
- Lobatschewski, Nikolai Iwanowitsch (1792–1856), russischer Mathematiker
- Lobatschowa, Irina Wiktorowna (* 1973), russische Eistänzerin
- Lobatto, Rehuel (1797–1866), niederländischer Mathematiker
- Löbau, Eva (* 1972), deutsch-österreichische SchauspielerinEva Löbau (* 1972)

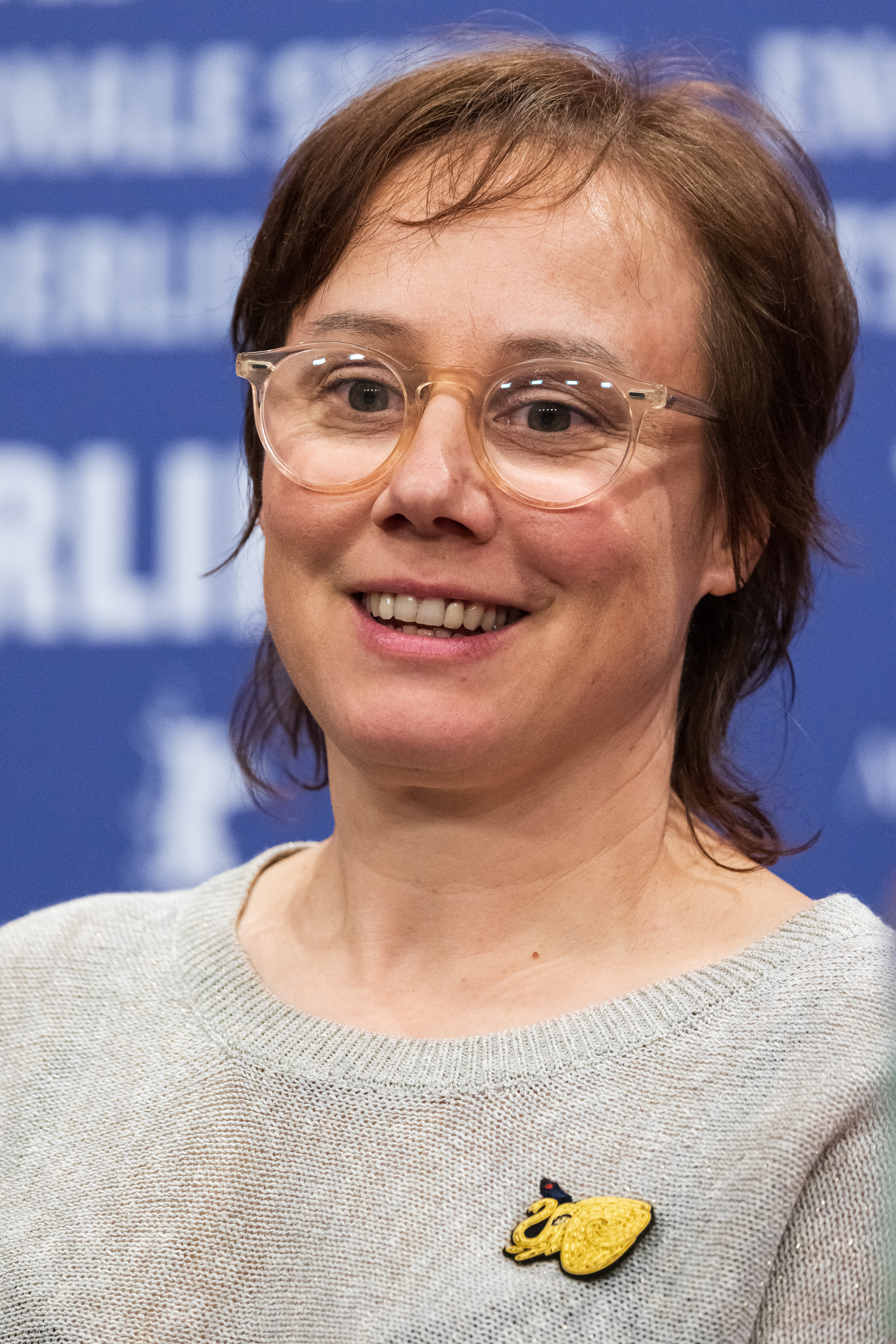
Eva Löbau (* 1972)

- Lobau, Georges Mouton de (1770–1838), französischer General, Pair und Marschall von Frankreich

### Lobb
- Lobb, Thomas (1820–1894), britischer Botaniker
- Lobb, William (1809–1864), britischer Pflanzensammler
- Lobback, G. Christian (1938–2015), deutscher Orgelbaumeister und Restaurator
- Lobban, Donna (* 1986), australische Squashspielerin
- Lobban, Greg (* 1992), schottischer Squashspieler
- Löbbe, Wilhelm (1890–1950), deutscher Konstrukteur und Manager im Maschinenbau
- Löbbecke, Alexander (1812–1867), deutscher Unternehmer und Offizier
- Löbbecke, Alfred (1855–1944), deutscher Bankier
- Löbbecke, Amalie (1793–1883), deutsche Sozialfürsorgerin
- Löbbecke, Carl (1809–1869), deutscher Bankier und Bürgermeister
- Löbbecke, Carl Friedrich (1768–1839), Kaufmann, Bankier und Abgeordneter
- Löbbecke, Gustav von (1846–1931), Gutsbesitzer, Mitglied des Provinziallandtages der Provinz Hessen-Nassau
- Löbbecke, Karl (1890–1942), deutscher Landwirt, Offizier und Politiker (CNBL)
- Löbbecke, Luise (1808–1892), deutsche Sozialreformerin
- Löbbecke, Maximilian (1848–1930), deutscher Verwaltungsbeamter und Rittergutsbesitzer
- Löbbecke, Theodor (1821–1901), deutscher Apotheker und Begründer der Sammlungen des Löbbecke Museums
- Lobbedey, Uwe (1937–2021), deutscher Kunsthistoriker und Mittelalterarchäologe
- Lobben, Thomas (* 1983), norwegischer Skispringer
- Löbbert, Aischa-Lina (* 1984), deutsche Schauspielerin, Hörspielsprecherin, Kostümbildnerin und Produzentin
- Löbbert, Dirk (* 1960), deutscher Künstler
- Löbbert, Josef (1916–1996), deutscher Politiker (SPD), MdB, Oberbürgermeister von Gelsenkirchen
- Löbbert, Kristina (* 1975), deutsche Filmproduzentin
- Löbbert, Maik (* 1958), deutscher Künstler
- Löbbert, Raoul, deutscher Journalist und Chefkorrespondent
- Lobbes, Folcuin von († 990), Abt von Lobbes
- Lobbes, Hans (* 1896), deutscher Polizeibeamter und SS-Führer

### Lobd
- Lobdell, Frank (1921–2013), US-amerikanischer Maler und Grafiker
- Lobdell, Scott (* 1960), US-amerikanischer Autor

### Lobe
- Lobe, Adolf (1860–1939), deutscher Rechtswissenschaftler und Politiker (Reichspartei für Volksrecht und Aufwertung, DDP), MdR
- Lobe, Adrian (* 1988), deutscher Journalist, Politikwissenschaftler und Internetkritiker
- Löbe, Alexander (* 1972), deutscher Fußballspieler
- Löbe, Ernst (1836–1916), deutscher Jurist und Verwaltungsjurist
- Lobe, Günter H. (* 1961), deutscher Geigenbauer
- Löbe, Herbert (* 1923), deutscher Fußballspieler
- Lobe, Jochen (1937–2025), deutscher Schriftsteller
- Lobe, Johann Christian (1797–1881), deutscher Komponist und Musiktheoretiker
- Löbe, Julius (1805–1900), deutscher Linguist und Theologe
- Löbe, Karl (1911–1993), deutscher Jurist und Politiker (FDP), MdB
- Lobe, Maria (1912–2001), deutsche Widerstandskämpferin gegen den Nationalsozialismus und ein hochrangiges Mitglied der Nationalen Volksarmee
- Lobe, Max (* 1986), schweizerisch-kamerunischer Autor
- Lobe, Mira (1913–1995), österreichische Kinderbuchautorin
- Löbe, Paul (1875–1967), deutscher Politiker (SPD), MdR, MdB
- Lobe, Ricarda (* 1994), deutsche LeichtathletinRicarda Lobe (* 1994)

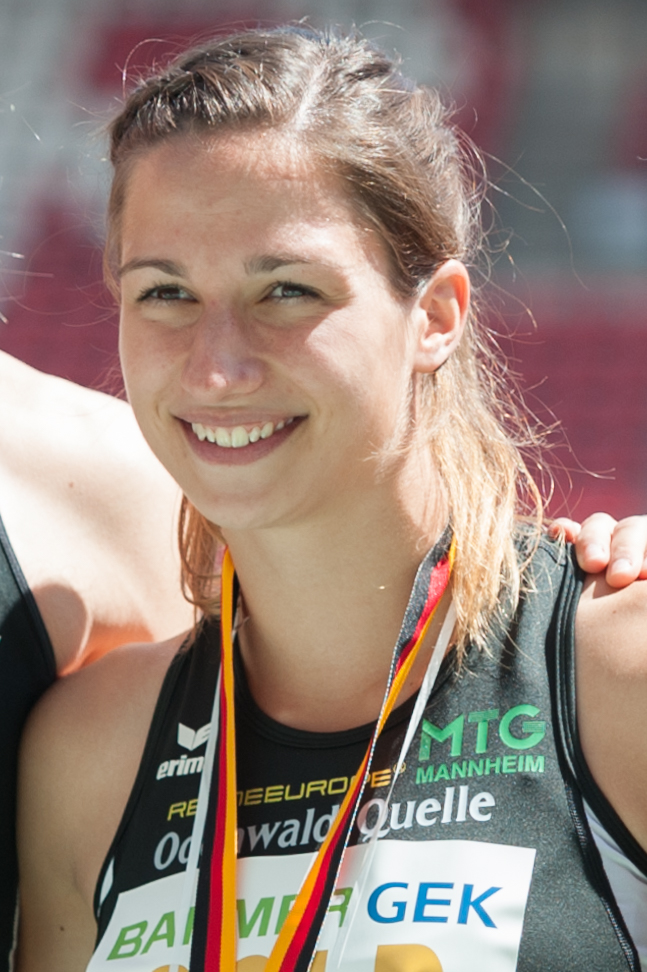
Ricarda Lobe (* 1994)

- Lobe, Robert Lawrance (* 1945), US-amerikanischer Bildhauer und Zeichner
- Lobe, Sascha (* 1967), deutscher Grafiker, Designer, Typograph und Briefmarkengestalter
- Lobe, Theodor (1833–1905), deutscher Schauspieler, Regisseur und Theaterdirektor, Begründer des Lobe-Theaters in Breslau
- Löbe, William (1815–1891), deutscher landwirtschaftlicher Autor
- Lobech, David (1560–1603), deutscher Theologe
- Lobeck, Charles O. (1852–1920), US-amerikanischer Politiker
- Lobeck, Christian August (1781–1860), deutscher klassischer Philologe, Religionshistoriker und Sprachforscher
- Lobeck, Florian (1816–1869), deutsch-chilenischer Philologe und Lehrer
- Lobeck, Heinrich Ludwig (1787–1855), deutscher Kaufmann und Versicherer
- Lobeck, Louis (1877–1949), Schweizer Architekt
- Lobeck, Moritz, deutscher Dramaturg, Kurator und Kulturmanager
- Lobedan, Clara (1840–1917), deutsche Blumen- und Stilllebenmalerin, Keramikerin
- Lobedank, Felix (* 1984), deutscher Handballspieler
- Lobedanz, Reinhold (1880–1955), deutscher Politiker (CDU der DDR), MdV
- Löbel, Abraham Wenzel († 1707), deutscher Bergmeister
- Lobel, Anita (* 1934), US-amerikanische Kinderbuchautorin, Illustratorin, Holocaustüberlebende und Textildesignerin
- Lobel, Arnold (1933–1987), US-amerikanischer Kinderbuchautor und Illustrator
- Löbel, Bettina (* 1962), deutsche Schwimmerin
- Löbel, Bruni (1920–2006), deutsche Bühnen- und FilmschauspielerinBruni Löbel (1920–2006)

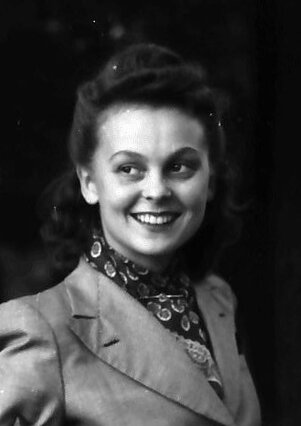
Bruni Löbel (1920–2006)

- Löbel, Christoph (1598–1651), deutscher Unternehmer und Glashüttenbesitzer
- Löbel, Eberhard (* 1938), deutscher Maler und Grafiker
- Lobel, Edgar (1888–1982), britischer Klassischer Philologe und Papyrologe
- Löbel, Georg Abraham (1604–1685), böhmischer Bergmeister und Ratsverwandter, Exulant und Mitbegründer von Johanngeorgenstadt
- Löbel, Johann († 1666), böhmischer Bergmeister, Exulant und erster Bürgermeister von Johanngeorgenstadt
- Löbel, Johann Gabriel (1635–1696), Glashüttenbesitzer und Hammerherr
- Löbel, Josef (1882–1942), böhmischer Arzt und Schriftsteller
- L’Obel, Matthias de (1538–1616), Botaniker und Leibarzt von Jakob I. von England
- Löbel, Nikolas (* 1986), deutscher Politiker (CDU), MdBNikolas Löbel (* 1986)

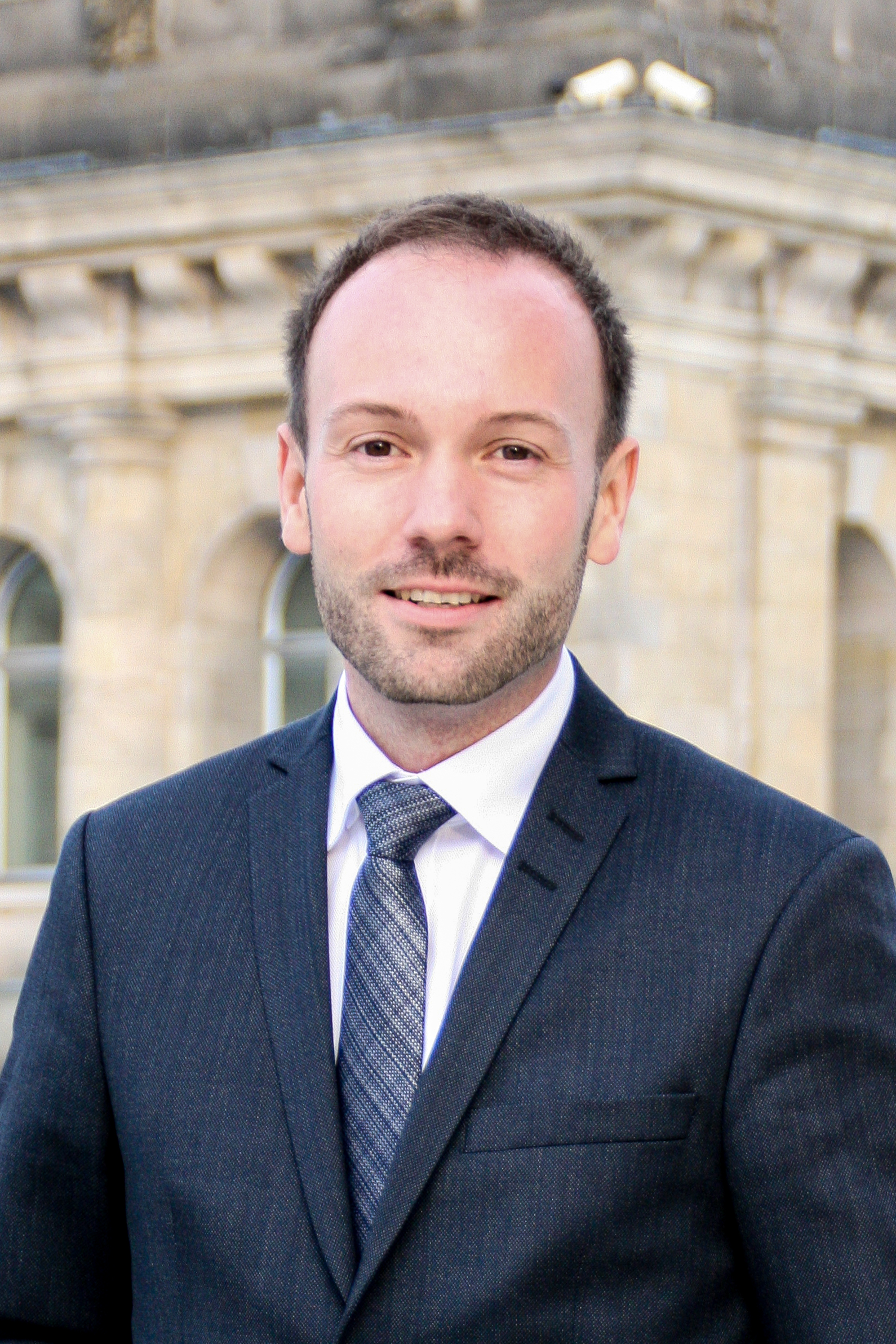
Nikolas Löbel (* 1986)

- Löbel, Renatus Gotthelf (1767–1799), deutscher Jurist, Lexikograf und Privatgelehrter
- Löbell, Frank (1893–1964), deutscher Mathematiker
- Löbell, Heinrich von (1816–1901), preußischer Oberst, Chefredakteur des Militär-Wochenblattes
- Löbell, Johann Wilhelm (1786–1863), deutscher Historiker, gilt als Begründer der modernen Geschichtswissenschaft
- Lobello, Anthony (* 1984), US-amerikanischer Shorttracker und Inline-Speedskater
- Löbelt, Caspar Friedrich (1687–1763), deutscher Stein- und Holzbildhauer
- Löben Sels, Maurits van (1876–1944), niederländischer Fechter
- Löben, Johann von (1561–1636), kurfürstlicher Kanzler der Mark Brandenburg
- Löbenberg, Gerhard (1891–1967), deutscher Jagd- und Wildmaler
- Lobenberg, Heinrich (1874–1931), deutscher Bildhauer
- Lobenberg, Robert (1871–1935), deutscher Bildhauer
- Lobengula (1833–1894), König des Matabele-Königreichs im südlichen Afrika
- Lobenhoffer, Friedrich von (1850–1918), bayerischer General der Artillerie
- Lobenhoffer, Karl von (1843–1901), bayerischer Generalleutnant
- Lobenstein, Andreas (* 1966), deutscher Politiker der Partei Alternative für Deutschland (AfD)
- Lobenstein, Anne (* 1995), deutsche Bobpilotin und ehemalige -anschieberin
- Lobenstein, Axel (* 1965), deutscher Judoka
- Lobenstein, Beate (* 1970), deutsche Schwimmerin
- Lobenstein, Caterina (* 1983), deutsche JournalistinCaterina Lobenstein (* 1983)

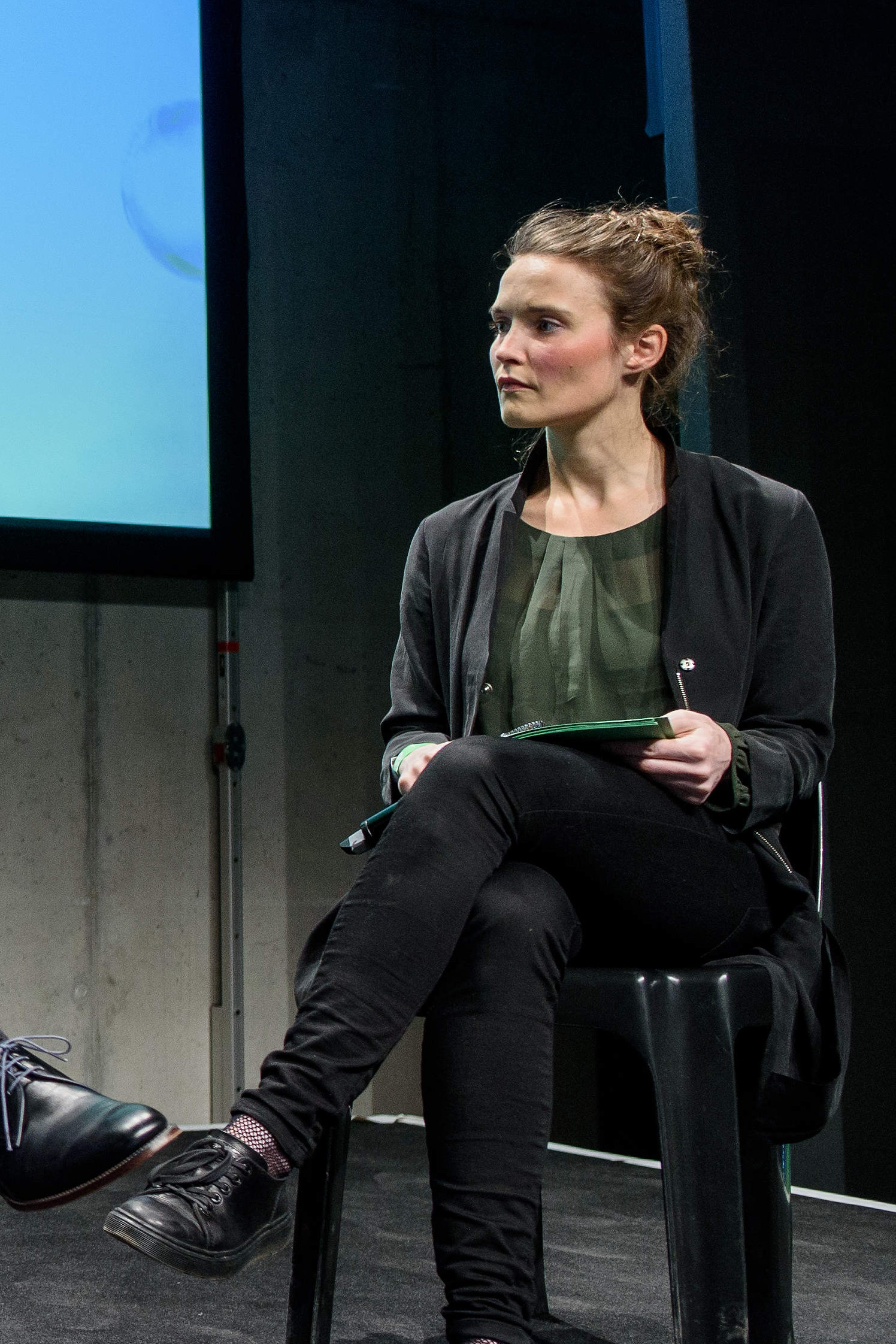
Caterina Lobenstein (* 1983)

- Löbenstein, Klara (1883–1968), deutsche Mathematikerin
- Lobenstein, Walter (* 1930), deutscher Schriftsteller und Herausgeber
- Lobenstein-Reichmann, Anja (* 1967), deutsche Germanistin und Linguistin
- Lobentanzer, Dominik, deutscher Koch
- Lobenthal, Karl Friedrich Ludwig von (1766–1821), preußischer Generalmajor
- Lobenwein, Johann Andreas (1758–1820), deutscher Mediziner
- Lobenzweig, Hans, deutscher Übersetzer von Fachprosatexten
- Lober von Karstenrod, Edmund (1857–1930), österreichischer Feldmarschalleutnant
- Löber, Angelika (* 1969), deutsche Politikerin (SPD), MdL
- Lober, Annette (* 1986), deutsche Schauspielerin
- Löber, Arne (* 1992), deutscher Schauspieler
- Löber, Auguste (1824–1897), deutsche Stifterin
- Löber, Christfried (1670–1743), sächsisch-eisenacher Hofmaler
- Löber, Christian (1683–1747), deutscher evangelischer Geistlicher
- Löber, Christian (* 1983), deutscher Schauspieler
- Löber, Christoph Heinrich (1634–1705), deutscher lutherischer Pastor und Superintendent
- Löber, Emanuel Christian (1696–1763), deutscher Mediziner
- Löber, Ferdinand (1897–1981), deutscher Bildender Künstler und Kunsterzieher
- Löber, Frida (1910–1989), deutsche Malerin und Kunsthandwerkerin
- Löber, Georg Philipp (1820–1876), Gutsbesitzer und Abgeordneter
- Löber, Gotthilf Friedemann (1722–1799), deutscher evangelischer Geistlicher und Pädagoge
- Löber, Hans (1900–1978), deutscher Glasphysiker und Gründer des Glasmuseums Wertheim
- Löber, Jana (* 1997), deutsche Fußballspielerin
- Löber, Johann Friedrich (1708–1772), deutscher Hofmaler in Weimar
- Löber, Karl (1901–1982), deutscher Lehrer, Kantor, Heimat- und Naturforscher
- Lober, Karl-Ernst (1927–2008), deutscher Politiker (NPD), MdL
- Löber, Ludwig (1811–1865), deutscher Landwirt, Abgeordneter des Kurhessischen Kommunallandtages des Regierungsbezirks Kassel
- Löber, Oskar (* 1869), deutscher Autor, evangelischer Pfarrer, Theologe und Oberregierungsrat
- Löber, Richard (1828–1907), deutscher lutherischer Pfarrer und Theologe
- Lober, Sigmund (1772–1845), deutscher Bürgermeister, Apotheker und Chronist
- Löber, Theodor Karl (1909–1994), deutscher Fotograf
- Löber, Walter (1909–1960), deutscher Radrennfahrer
- Löber, Wilhelm (1903–1981), deutscher Bildhauer und Keramiker
- Lober, Zack, kanadischer Jazzmusiker, DJ und Musikproduzent
- Lobera y Valtierra, Julián († 1435), spanischer Geistlicher, Pseudokardinal
- Løberg, Frode (* 1963), norwegischer Biathlet
- Löbering, Walther (1885–1969), deutscher Maler, Graphiker, Bildhauer und Astronom
- Lobért, Annie (* 1967), US-amerikanische Prostituierte und Gründerin der Hookers for Jesus
- Löbert, Franz (1906–1975), deutscher Politiker (SPD)
- Lobert, Jonathan (* 1985), französischer Segler
- Lobete, Julen (* 2000), spanischer Fußballspieler

### Lobi
- Lobigs, Frank, deutscher Volkswirt, Kommunikations- und Medienwissenschaftler
- Lobin, Gerd (1925–2008), deutscher Journalist und Autor von Jugendbüchern
- Lobin, Henning (* 1964), deutscher Linguist, Professur für Angewandte Sprachwissenschaft und Computerlinguistik
- Lobin, Julien-Léopold (1814–1864), französischer Maler und Glasmaler
- Lobin, Lucien-Léopold (1837–1892), französischer Maler und Glasmaler
- Lobin, Wolfram (* 1951), deutscher Botaniker
- Lobina, Maury (* 1973), italienischer Musikproduzent, Komponist und DJ
- Lobinger, Alfred (1894–1979), deutscher Spediteur und Kommunalpolitiker (CSU)
- Lobinger, Fritz (1929–2025), deutscher römisch-katholischer Geistlicher, Bischof von Aliwal in Südafrika
- Lobinger, Lex-Tyger (* 1999), deutscher Fußballspieler
- Lobinger, Petra (* 1967), deutsche Leichtathletin
- Lobinger, Thomas (* 1966), deutscher Rechtswissenschaftler und Hochschullehrer
- Lobinger, Tim (1972–2023), deutscher StabhochspringerTim Lobinger (1972–2023)

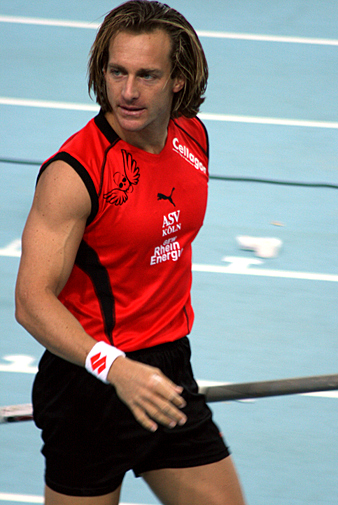
Tim Lobinger (1972–2023)

- Lobinzew, Nikita Konstantinowitsch (* 1988), russischer Schwimmer
- LoBiondo, Frank (* 1946), US-amerikanischer Politiker
- Lobis, Lukas, Schauspieler
- Lobisser, Switbert (1878–1943), österreichischer Maler und Holzschneider
- Lobitz, Hans (* 1938), deutscher Schauspieler und Tänzer

### Lobk
- Löbker, Karl (1854–1912), deutscher Mediziner und Chirurg
- Lobkow, Dmitri Wladimirowitsch (* 1981), russischer Eisschnellläufer
- Lobkowicz von Hassenstein, Bohuslaus (1461–1510), Humanist, Staatsmann, Rechtsgelehrter und Dichter
- Lobkowicz von Hassenstein, Sigismund († 1546), böhmischer Dichter und Schriftsteller
- Lobkowicz, Erich Prinz von (* 1955), deutsch-US-amerikanischer Präsident der deutschen Assoziation des MalteserordensErich Prinz von Lobkowicz (* 1955)

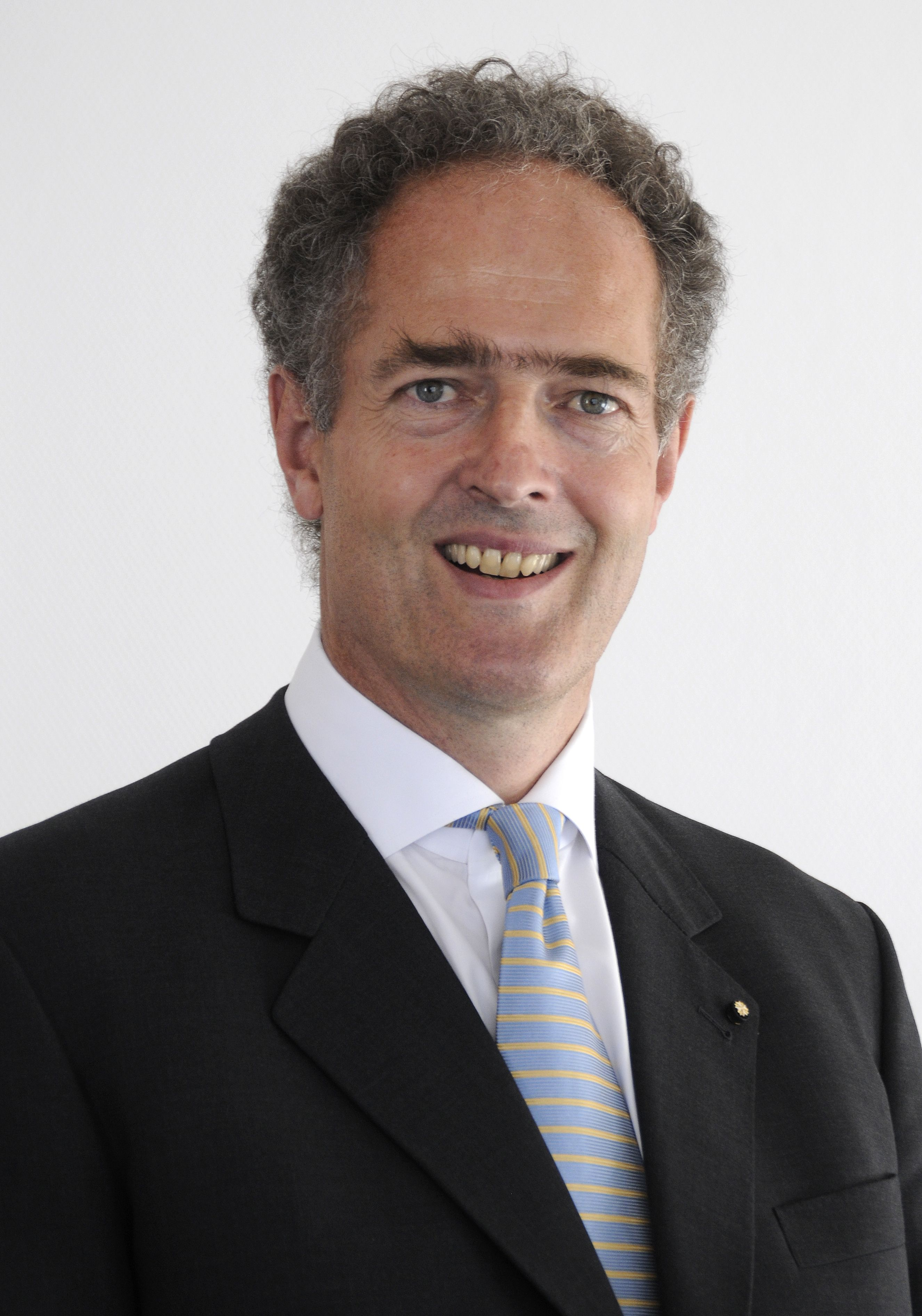
Erich Prinz von Lobkowicz (* 1955)

- Lobkowicz, Filip Zdeněk (* 1954), tschechischer römisch-katholischer Priester, Prämonstratenser und Abt von Stift Tepl
- Lobkowicz, František (1948–2022), tschechischer Ordensgeistlicher, römisch-katholischer Bischof von Ostrau-Troppau
- Lobkowicz, Jaroslav (* 1942), tschechischer Politiker, Unternehmer und Chef des Hauses Lobkowicz
- Lobkowicz, Jiří Jan (* 1956), tschechischer Politiker
- Lobkowicz, Max (1888–1967), tschechoslowakischer Diplomat
- Lobkowicz, Michal (* 1964), tschechischer Politiker
- Lobkowicz, Nikolaus (1931–2019), deutscher politischer Philosoph und Hochschullehrer
- Lobkowicz, Philipp Hyazint von (1680–1734), böhmischer Adliger
- Lobkowicz, Polyxena von (1566–1642), böhmische Adelige
- Lobkowicz, Wenzel Eusebius von (1609–1677), böhmischer Adliger, Präsident des Hofrats
- Lobkowitz und Hassenstein, Bohuslav Felix von (1517–1583), böhmischer Ständepolitiker, Landvogt der Niederlausitz
- Lobkowitz, August Anton Joseph von (1729–1803), k.k. Generalmajor und österreichischer Gesandter in Madrid
- Lobkowitz, Christoph Popel von (1549–1609), böhmischer Politiker und Diplomat
- Lobkowitz, Ferdinand August von (1655–1715), böhmischer Adliger, Prinzipalkommissar und Obersthofmeister
- Lobkowitz, Ferdinand Maria von (1726–1795), katholischer Geistlicher, Bischof von Namur und von Gent
- Lobkowitz, Ferdinand Philipp Joseph von (1724–1784), Musiker und Mäzen sowie 6. Fürst Lobkowitz
- Lobkowitz, Ferdinand von (1797–1868), österreichischer Adliger und Industrieller
- Lobkowitz, Ferdinand von (1850–1926), österreichisch-böhmischer Politiker
- Lobkowitz, Franz Joseph Maximilian von (1772–1816), österreichischer Regent, Generalmajor und KunstmäzenFranz Joseph Maximilian von Lobkowitz (1772–1816)

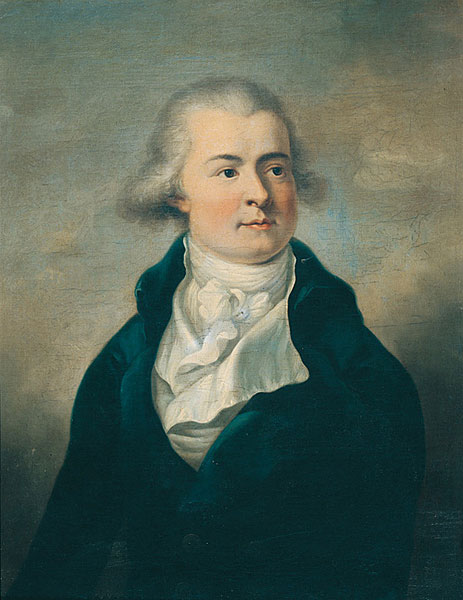
Franz Joseph Maximilian von Lobkowitz (1772–1816)

- Lobkowitz, Georg Christian von (1686–1755), österreichischer Feldmarschall
- Lobkowitz, Georg Christian von (1835–1908), böhmischer Adeliger und Politiker
- Lobkowitz, Georg Christian von (1907–1932), tschechoslowakischer Adliger und Automobilrennfahrer
- Lobkowitz, Joseph Maria Karl von (1725–1802), k. k. Feldmarschall, Ritter des goldenen Vließes und des Maria Theresien-Ordens
- Lobkowitz, Rudolf Ferdinand von (1840–1908), österreichischer General und Politiker
- Lobkowitz, Zdenko (1858–1933), österreich-ungarischer Offizier und PrinzZdenko Lobkowitz (1858–1933)

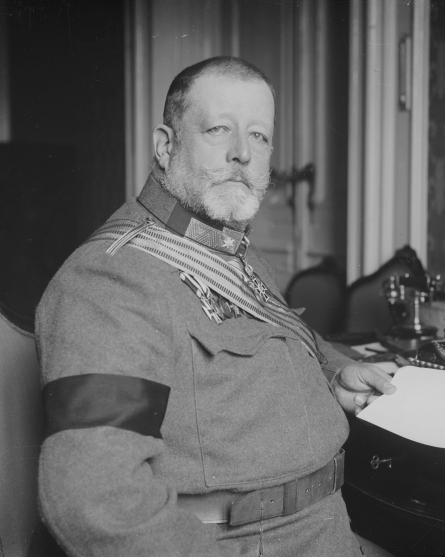
Zdenko Lobkowitz (1858–1933)

- Lobkowskaja, Nina Alexejewna (* 1924), russische Scharfschützin

### Lobl
- Löbl, Emil (1863–1942), österreichischer Schriftsteller und Journalist
- Löbl, Eugen (1907–1987), slowakischer Ökonom, Politiker und Pädagoge
- Löbl, Hans Jakob († 1602), Landeshauptmann ob der Enns
- Löbl, Ivan (* 1937), tschechoslowakisch-schweizerischer Koleopterologe
- Löbl, Karl (1930–2014), österreichischer Musikkritiker und Kulturjournalist
- Löbl, Karl Maria (1911–1942), österreichischer Komponist
- Löbl, Sven (* 1972), deutscher Musiker und Musikproduzent
- Löble, Daniel (* 1973), schweizerisch-deutscher Schlagzeuger
- Löble, Otto (1888–1967), deutscher Fußballspieler
- Löblein, Georg (1893–1926), deutscher Fußballspieler
- Löblein, Heinrich (* 1897), deutscher Politiker (WAV, FDP), Mitglied der Verfassunggebenden Landesversammlung in Bayern
- Lobles, Djoao (* 2001), niederländischer Mittelstreckenläufer
- Lobley, Bill (* 1960), US-amerikanischer Schauspieler und Synchronsprecher
- Löblich, Franz (1827–1897), österreichischer Unternehmer und Politiker, Landtagsabgeordneter
- Löblich, Leopold (1862–1935), österreichischer Kupferschmied und Unternehmer
- Löblich, Max (1874–1943), österreichischer Eisenbahningenieur
- Löblich, Maximilian Leopold (1901–1984), österreichischer Unternehmer
- Löblich, Otto (1899–1973), deutscher SS-Sturmbannführer und KZ-Leiter
- Löblich, Paul (1836–1897), deutscher Kaufmann und Politiker, MdL
- Löblich, Richard Carl (1849–1936), sächsischer Generalleutnant

### Lobm
- Löbmann, Andreas (* 1963), deutscher Fußballspieler
- Löbmann, Benno (1914–1991), deutscher römisch-katholischer Geistlicher und Kirchenrechtler
- Löbmann, Franz (1856–1920), Administrator der katholischen Jurisdiktionsbezirke in Sachsen, Titularbischof, Apostolischer Vikar
- Lobmeyr, Ludwig (1829–1917), österreichischer Glasfabrikant

### Lobn
- Löbner, Arthur (1851–1940), deutscher Politiker
- Löbner, Max (* 1999), deutscher Jazzmusiker
- Lobner, René (* 1978), österreichischer Gastronom und Politiker (ÖVP), Landtagsabgeordneter
- Löbner, Ruth (* 1976), deutsche Schriftstellerin
- Löbner, Sebastian (* 1949), deutscher Sprachwissenschaftler und Hochschullehrer
- Lobner, Walter (* 1930), deutscher Militär, Generalmajor der LSK/LV der Nationalen Volksarmee
- Lobnig, Alexander (* 1976), österreichischer Fußballspieler
- Lobnig, Hubert (* 1962), österreichischer bildender Künstler
- Lobnig, Josef (* 1958), österreichischer Politiker (FPK), Kärntner Landtagsabgeordneter und Landtagspräsident
- Lobnig, Magdalena (* 1990), österreichische Ruderin

### Lobo
- Lobo (* 1943), US-amerikanischer MusikerLobo (* 1943)

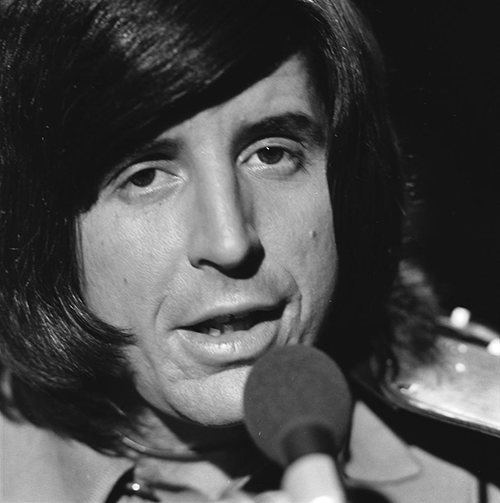
Lobo (* 1943)

- Lobo (1955–2025), niederländischer Sänger
- Lobo Corral, Elena (* 2005), spanische Tennisspielerin
- Lobo Sosa, Porfirio (* 1947), honduranischer Politiker
- Lobo, Alonso († 1617), andalusischer Komponist der Renaissance
- Lobo, Anthony Theodore (1937–2013), pakistanischer Geistlicher, römisch-katholischer Bischof von Islamabad-Rawalpindi
- Lobo, Antônio Borges da Silveira (1908–1979), brasilianischer Admiral
- Lobo, Ary (1930–1980), brasilianischer Musiker (Gesang, Komposition)
- Lobo, Baltasar (1910–1993), spanischer Bildhauer
- Lobo, Carlos (* 1970), deutscher Schauspieler
- Lobo, Dedei (* 1962), brasilianischer Kommunalpolitiker
- Lobo, Duarte († 1646), portugiesischer Komponist
- Lobo, Edu (* 1943), brasilianischer Sänger, Arrangeur und Komponist
- Lôbo, Elias Álvares (1834–1901), brasilianischer Komponist
- Lobo, Estrella (* 2003), kolumbianische Leichtathletin
- Lobo, Francisco Rodrigues (1580–1622), portugiesischer Schriftsteller
- Lobo, Gerald Isaac (* 1949), indischer katholischer Geistlicher, Bischof von Udupi
- Lobo, Ignatius P. (1919–2010), indischer Geistlicher, Bischof von Belgaum
- Lobo, Inês (* 1966), portugiesische Architektin
- Lobo, Jerónimo (1593–1678), portugiesischer Forschungsreisender, Jesuit und Missionar
- Lobo, João († 1508), römisch-katholischer Geistlicher, Bischof von Tanger
- Lobo, Lotus (* 1943), brasilianische Malerin, Zeichnerin, Graveurin
- Lôbo, Lucillo Haddock (1916–1984), brasilianischer Diplomat
- Lobo, Luis (* 1970), argentinischer Tennisspieler
- Lobo, Nathan (* 2002), neuseeländisch-englischer Fußballspieler
- Lobo, Rebecca (* 1973), US-amerikanische Basketballspielerin
- Lobo, Rocque (1941–2019), indischer Sozialpädagoge und Hochschullehrer
- Lobo, Salvadore (* 1945), indischer Geistlicher und römisch-katholischer Bischof von Baruipur
- Lobo, Sascha (* 1975), deutscher Buchautor, Blogger, Journalist und WerbetexterSascha Lobo (* 1975)

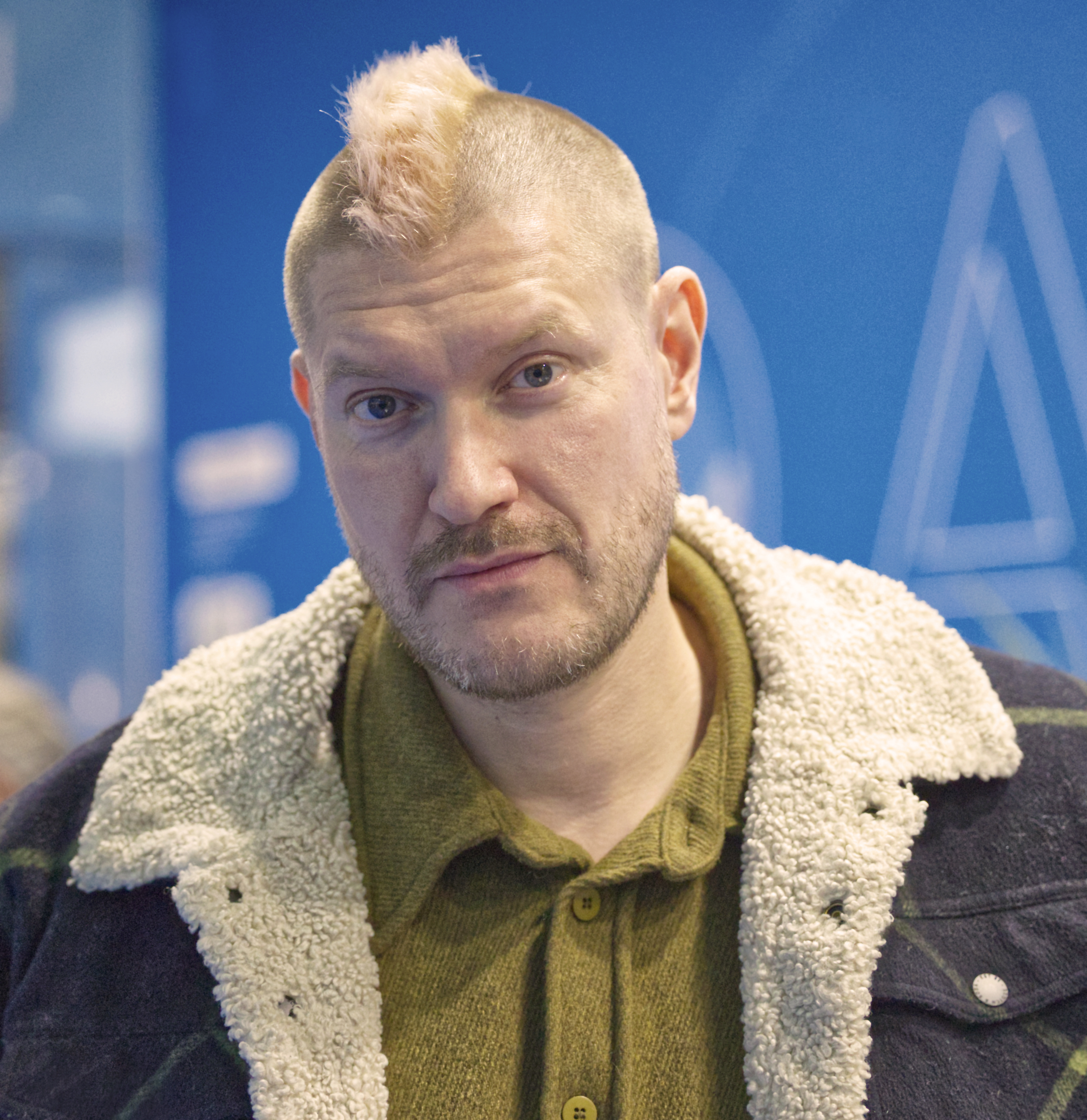
Sascha Lobo (* 1975)

- Lobo, Sérgio (* 1958), osttimoresischer Politiker
- Lobo, Stephen (* 1973), kanadischer Schauspieler
- Lobo, Tatiana (1939–2023), chilenisch-costa-ricanische Schriftstellerin
- Lobo, Vincent (* 1977), indischer Badmintonspieler
- Loboa, Paola (* 2005), kolumbianische Hürdenläuferin
- Lobocki, Ingeborg, deutsche Politikerin (Die Rechte)
- Loboda, Hryhorij (1557–1596), Hetman der Ukraine
- Loboda, Jure (* 1992), slowenischer Fußballspieler
- Loboda, Maria (* 1979), polnische Installationskünstlerin
- Loboda, Switlana (* 1982), ukrainische Sängerin
- Lobodin, Lew Alexejewitsch (* 1969), sowjetischer, ukrainischer, später russischer Zehnkämpfer
- Łobodziński, Wojciech (* 1982), polnischer Fußballspieler
- Lobonț, Bogdan (* 1978), rumänischer Fußballtorhüter
- Lobonț, Georgiana (* 1994), rumänische Sängerin
- Lobos Ramírez, Franklin (* 1957), chilenischer FußballspielerFranklin Lobos Ramírez (* 1957)

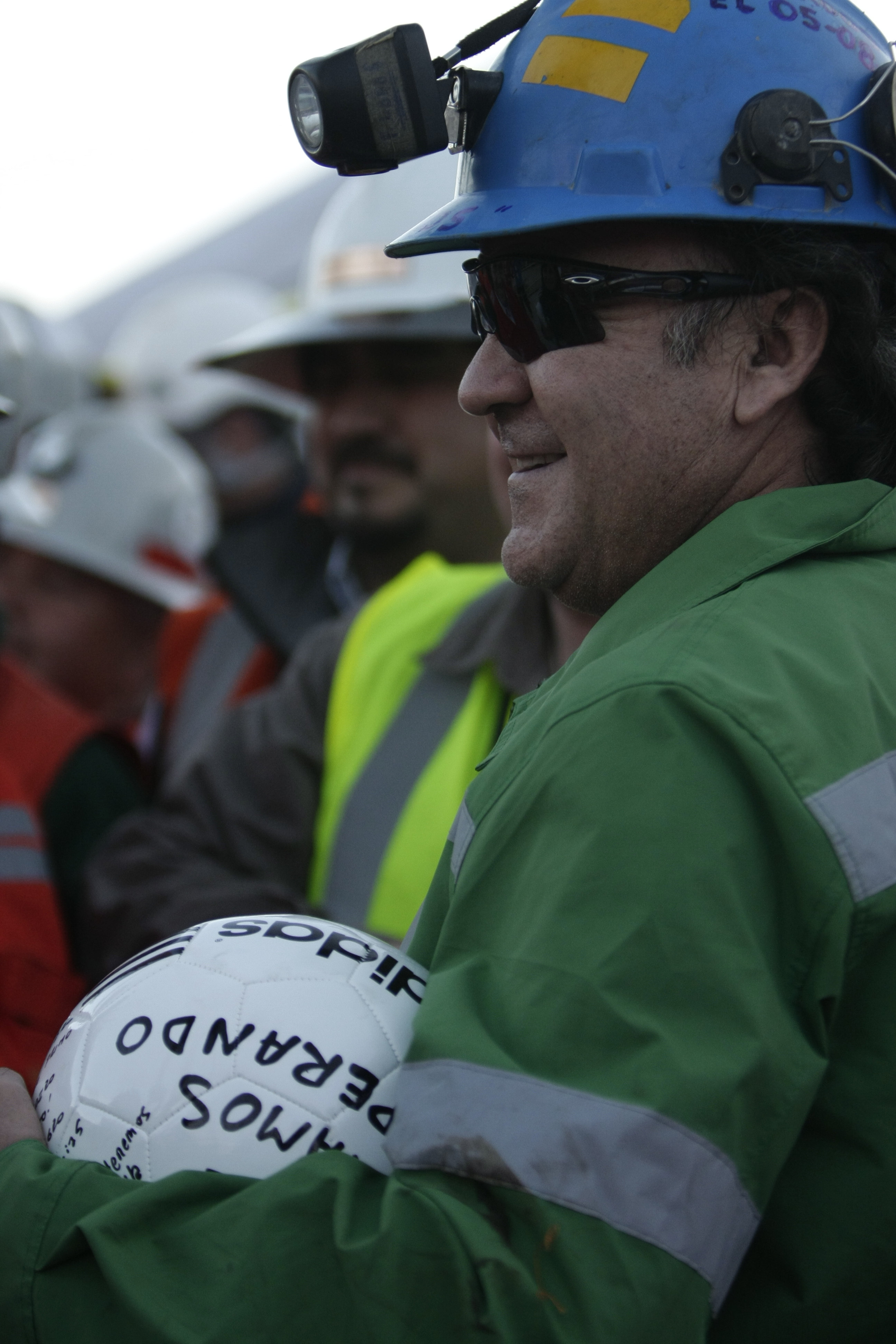
Franklin Lobos Ramírez (* 1957)

- Lobos, Abraham, uruguayischer Fußballspieler
- Lobos, Alberto (1892–1925), chilenischer Maler
- Lobos, Alfredo (1890–1917), chilenischer Maler
- Lobos, Augusto (1912–1996), chilenischer Fußballspieler
- Lobos, Carlos (* 1997), chilenischer Fußballspieler
- Lobos, Eduardo (* 1981), chilenischer Fußballspieler
- Lobos, Enrique (1887–1918), chilenischer Maler
- Lobos, Frank (* 1976), chilenischer Fußballspieler
- Łobos, Ignacy (1827–1909), polnischer Geistlicher, Bischof von Tarnów
- Lobos, Yamna (* 1983), chilenische Tänzerin und TV-Moderatorin
- Lobotka, Stanislav (* 1994), slowakischer Fußballspieler
- Loboué, Stephan (* 1981), deutsch-ivorischer Fußballspieler
- Lobow, Oleg Iwanowitsch (1937–2018), russischer Ministerpräsident
- Lobow, Semjon Michailowitsch (1913–1977), sowjetischer Flottenadmiral
- Lobow, Wladimir Nikolajewitsch (* 1935), sowjetischer bzw. russischer Offizier und Kommandeur
- Lobowikow, Sergei Alexandrowitsch (1870–1941), russischer Fotograf und Edeldrucker

### Lobr
- Lobrecht, Felix (* 1988), deutscher Stand-Up-Comedian und AutorFelix Lobrecht (* 1988)

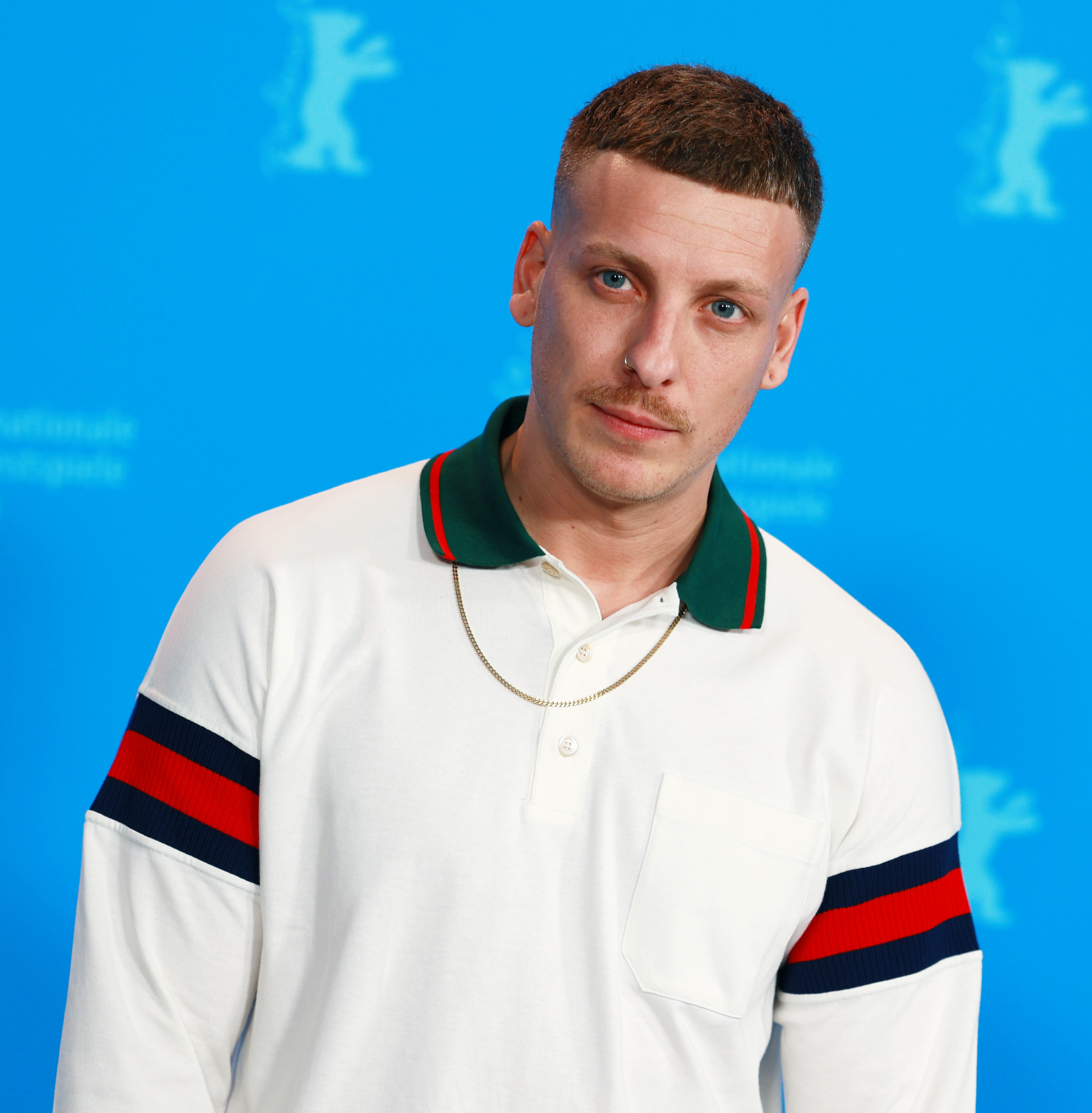
Felix Lobrecht (* 1988)

- Lobron, Eric (* 1960), deutscher Schachmeister

### Lobs
- Löbsack, Georg (1893–1936), deutscher Schriftsteller und Journalist
- Löbsack, Theo (1923–2001), deutscher Schriftsteller, Publizist, Journalist
- Löbsack, Wilhelm (1908–1959), deutscher Autor und NS-Propagandist
- Lobsang Chökyi Gyeltshen (1570–1662), tibetischer Buddhist, erhielt als erster den Titel Panchen Lama; gilt auch als 4. Panchen Lama
- Lobsang Jigme Thubten Chökyi Nyima (* 1948), chinesischer Politiker
- Lobsang Pelden Lungrig Gyatsho (1934–2001), 4. Chesho Rinpoche; Vizedirektor der Chinesischen Akademie der Tibetischen Sprache für Höhere Buddhistische Studien
- Lobsang Pelden Yeshe (1738–1780), tibetischer Buddhist; erhielt als dritter den Titel Penchen Lama und gilt als 6. Penchen Lama der Gelug-Tradition des tibetischen Buddhismus
- Lobsang Sangay (* 1968), indischer Jurist und PolitaktivistLobsang Sangay (* 1968)

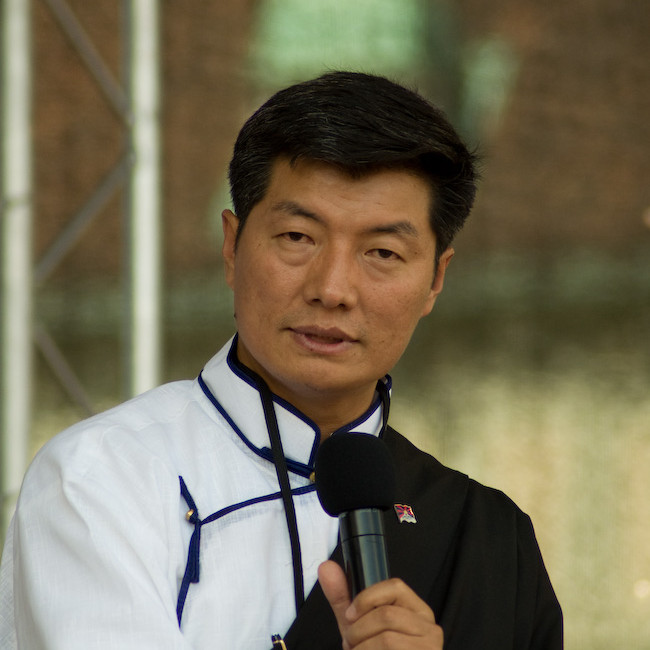
Lobsang Sangay (* 1968)

- Lobsang Tendzin, Fürst des mongolischen Stammes der Khoshuud (Qoshoten); Anführer eines nach ihm benannten Aufstandes (1723–1724)
- Lobsang Tendzin (* 1939), tibetanischer Politiker, Premierminister (Kalön Thripa) der tibetischen Exilregierung im indischen Dharmshala
- Lobsang Tendzin Dragpa Thaye (1903–1950), Getag Trülku
- Lobsang Tendzin Geleg Namgyel (* 1939), tibetischer Politiker
- Lobsang Tenpe Drönme (* 1724), 2. Jebtsundamba Khutukhtu
- Lobsang Tenpe Gyeltshen (1843–1849), religiöser Führer des mongolischen Buddhismus, 6. Jebtsundamba Khutukhtu
- Lobsang Thubten Jigme Gyatsho (1792–1855), dritter Jamyang Shepa, Abt der Klöster Labrang und Kumbum
- Lobsang Thubten Wangchug Jigme Gyatsho (1775–1813), 4. Jebtsundamba Khutukhtu
- Lobsang Trashi († 1751), Anführer der tibetischen Unruhen in Lhasa im Jahre 1750
- Lobsang Tshülthrim Dargye Gyatsho (1846–1906), 4. Wangjia Rinpoche (Wangfo Rinpoche); 85. und 95. fatai des Klosters Gönlung Champa Ling
- Lobsang Tshülthrim Jigme Tenpe Gyeltshen (1815–1841), 5. Jebtsundamba Khutukhtu
- Lobsang Yeshe (1663–1737), tibetischer Buddhist; erhielt als zweiter den Titel Penchen Lama und gilt als 5. Penchen Lama der Gelug-Tradition des tibetischen Buddhismus
- Lobsang Yeshe Tendzin Gyatsho (1901–1981), tibetanischer Gelug-Lama des Buddhismus
- Lobsang, Tulku, buddhistischer MeisterTulku Lobsang

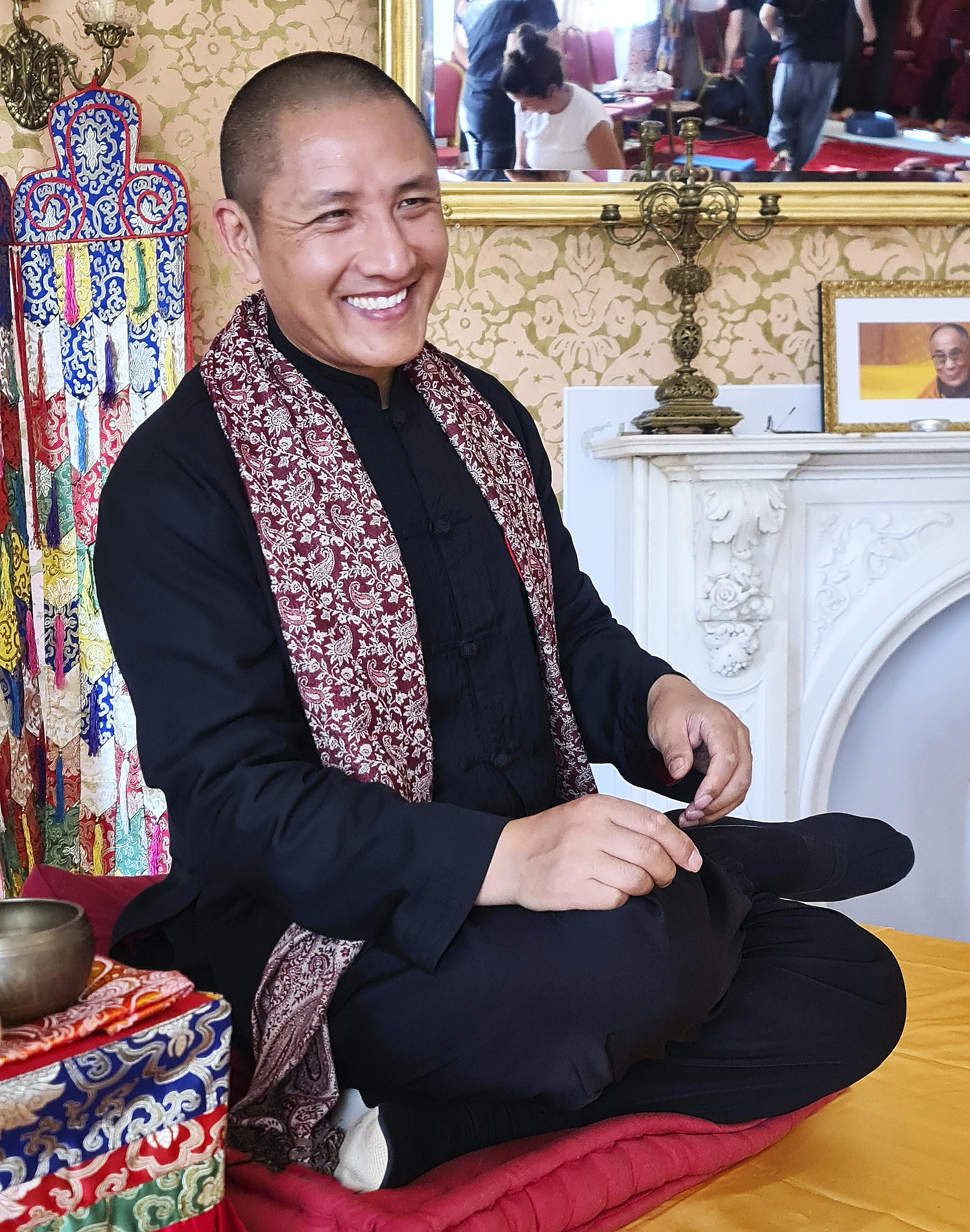
Tulku Lobsang

- Lobsch, Andreas (* 1984), deutscher Fußballspieler
- Lobschanidse, Saba (* 1994), georgischer Fußballspieler
- Lobschanidse, Utscha (* 1987), georgischer Fußballspieler
- Lobsien, Eckhard (* 1945), deutscher Anglist und Hochschullehrer
- Lobsien, Wilhelm (1872–1947), deutscher Schriftsteller
- Lobsinger, Thomas Joseph (1927–2000), kanadischer Geistlicher, römisch-katholischer Bischof von Whitehorse
- Lobsinger, Wayne Lawrence (* 1966), kanadischer römisch-katholischer Ordensgeistlicher, Weihbischof in Hamilton
- Lobst, Conrad (* 1985), deutscher Kameramann
- Lobstein, Johann Friedrich (1736–1784), deutscher Chirurg und Anatom
- Lobstein, Johann Friedrich (1777–1835), deutscher Pathologe und Anatom
- Lobstein, Johann Michael (1740–1794), deutscher lutherischer Theologe
- Lobstein, Paul-André (1923–2012), französischer Résistancekämpfer

### Lobu
- Lobussow, Andrei Jakowlewitsch (1951–2010), russischer Schachkomponist

### Lobw
- Lobwasser, Ambrosius (1515–1585), deutscher Schriftsteller und Übersetzer

### Loby
- Lobyschewa, Jekaterina Alexandrowna (* 1985), russische Eisschnellläuferin